# 2019年露朝首脳会談
北朝鮮の金正恩朝鮮労働党委員長（国務委員長）とロシアのウラジーミル・プーチン大統領による露朝首脳会談（ろちょうしゅのうかいだん）は、2019年4月25日に開催された。

## 会談
2019年の露朝首脳会談はロシア連邦大統領のウラジーミル・プーチンの招待により開催された。
金正恩はプーチンにアメリカとの核問題の解決に向けた協力を要請し、プーチンはウラジオストクでの約3時間の会談後に「金委員長自ら、米国側に自身の立場を伝えてほしいとわれわれに求めた」と記者団に述べた 。またプーチンは金正恩が核開発を放棄するためには国際的安全保障が必要であり、アメリカのみでの安全保障では不十分だろうという考えを示した。彼はさらに「ここには秘密はない。米国側および、われわれのパートナーである中国と、この問題を協議する」と語った。

## 反応
カーネギー・モスクワ・センターのドミトリー・トレーニン所長は北の核・ICBMミサイル開発に対するロシアの懸念を考慮するとプーチンは金正恩を刺激し、ワシントンとの建設的な協議を継続させるだろうと述べた。また彼はTwitterで「ロシアは自身の妥当性を示すことで外交ポイントを稼ごうとするだろうし、北朝鮮は選択肢の存在を示すことで外交ポイントを稼ごうとするだろう」と述べた。
朝鮮中央通信（KCNA）はプーチンが金の招待を受け入れ、大統領にとってちょうど良い時期に北朝鮮を訪問すると報じた。またKCNAは「朝鮮半島の平和はプーチンと金正恩の直接会談後のアメリカの態度にかかっている」という金の発言を報じた。金の発言は北朝鮮への制裁緩和要求に対し「より柔軟に」なるように圧力をかけている意図があるとみられた。
高麗大学国際大学院長で元韓国外交部次官のキム・ソンハンは「ハノイでの首脳会談が成功していれば北朝鮮はロシアを訪問する必要はなかっただろう」と述べた。